# Dom dochodowy Kostrowieckiej w Mińsku

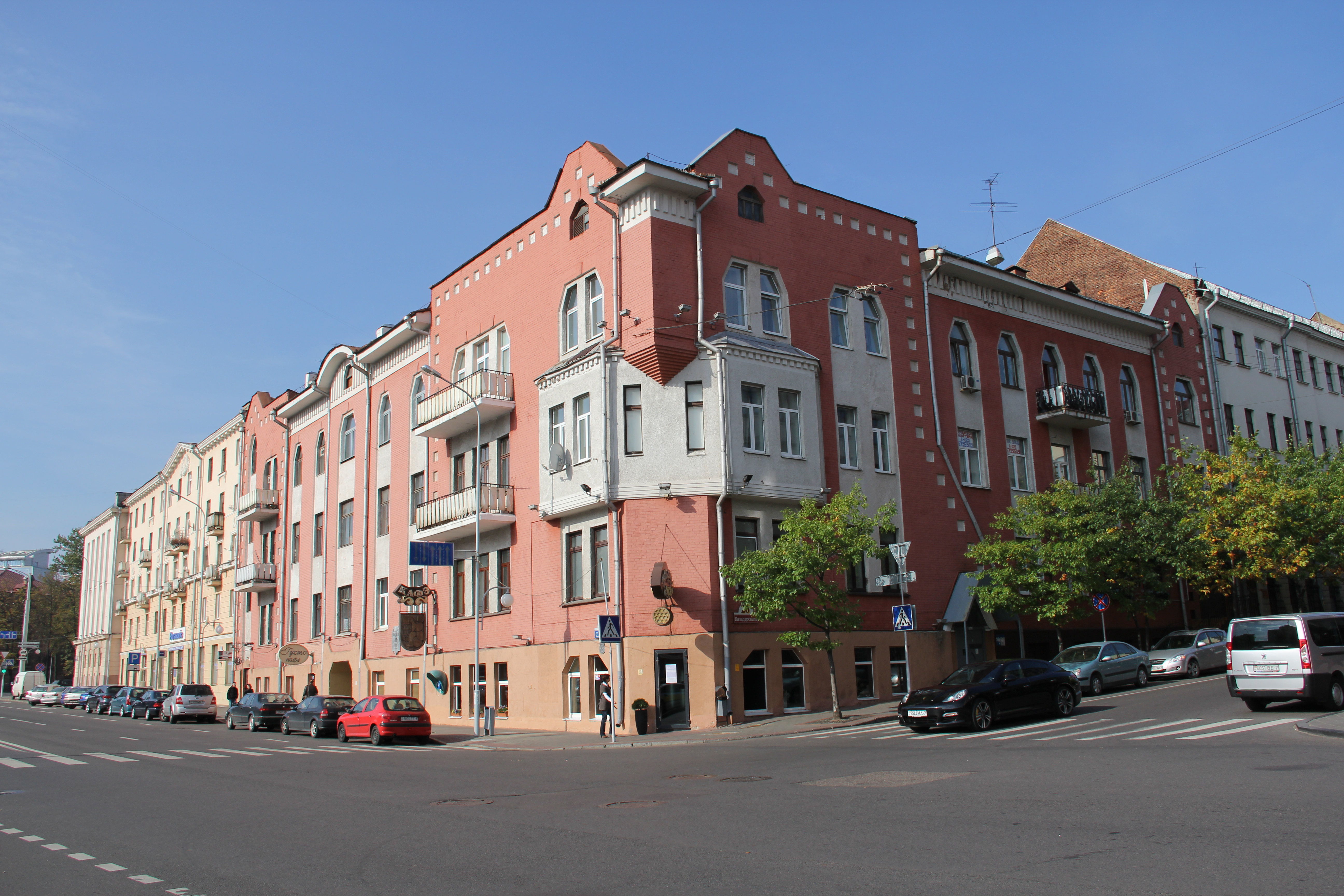
Dom Kostrowieckiej

Dom dochodowy Kostrowieckiej w Mińsku – kamienica w Mińsku z przełomu XIX i XX wieku, znajdująca się na rogu ulic Kirowa i Wołodarskiego.
Trzypiętrowy dom zbudowano według projektu architekta O. Krasnopolskiego dla mińskiej właścicielki J. Kostrowieckiej. Nadano mu modernistyczne dynamiczne formy. Na narożnej ściętej części domu umieszczono m.in. erker, ściany fasady zakończono dwoma trapezowatymi attykami. Elementem charakterystycznym budynku była znajdująca się na szczycie baszta, którą jednak usunięto po II wojnie światowej.
Przed I wojną światową dom został oddany w arendę Towarzystwu Kolei Lipawsko-Romieńskiej i przeznaczony na siedzibę jej mińskiego oddziału.